# Anthostomella
Anthostomella is een geslacht van schimmels dat behoort tot de familie Xylariaceae. De typesoort is Anthostomella limitata.

## Soorten
Volgens Index Fungorum telt het geslacht 172 soorten (peildatum januari 2023):
| Soortnaam                                              | Auteur(s)                                         | Publicatiejaar |
| ------------------------------------------------------ | ------------------------------------------------- | -------------- |
| Anthostomella acaciae                                  | S.B. Kale & S.V.S. Kale                           | 1971           |
| Anthostomella acuminata                                | B.S. Lu & K.D. Hyde                               | 2000           |
| Anthostomella adeana                                   | Petr.                                             | 1931           |
| Anthostomella adusta                                   | (Cooke & Peck) M.E. Barr                          | 1986           |
| Anthostomella agaves                                   | Narendra & V.G. Rao                               | 1975           |
| Anthostomella alchemillae                              | (A.L. Sm. & Ramsb.) S.M. Francis                  | 1980           |
| Anthostomella ambigua                                  | (Fabre) Rappaz                                    | 1995           |
| Anthostomella ananasicola                              | Bat. & H. Maia                                    | 1955           |
| Anthostomella appendiculata                            | Saccas                                            | 1954           |
| Anthostomella appendiculosa                            | (Berk. & Broome) Sacc.                            | 1881           |
| Anthostomella applanata                                | B.S. Lu & K.D. Hyde                               | 2000           |
| Anthostomella aquatica                                 | K.D. Hyde & Goh                                   | 1998           |
| Anthostomella aracearum                                | Petrini & Dreyfuss                                | 1981           |
| Anthostomella arenaria (Dwergcelschoorsteentje)        | O.E. Erikss.                                      | 1967           |
| Anthostomella argentinensis                            | (Speg.) Petr. & Syd.                              | 1925           |
| Anthostomella atroalba                                 | Kohlm., Volkm.-Kohlm. & O.E. Erikss.              | 1998           |
| Anthostomella aucubae                                  | A.C. Santos & Sousa da Câmara                     | 1955           |
| Anthostomella baileyi                                  | S.M. Francis                                      | 1980           |
| Anthostomella bambusae                                 | (Lév.) Sacc.                                      | 1882           |
| Anthostomella belalongensis                            | K.D. Hyde                                         | 1996           |
| Anthostomella bipileatus                               | J. Fröhl. & K.D. Hyde                             | 2000           |
| Anthostomella birima                                   | Joanne E. Taylor, K.D. Hyde & E.B.G. Jones        | 2003           |
| Anthostomella bispapillata                             | H.Y. Yip                                          | 1989           |
| Anthostomella bruneiensis                              | K.D. Hyde                                         | 1996           |
| Anthostomella caffrariae                               | B.S. Lu & K.D. Hyde                               | 2000           |
| Anthostomella calamicola                               | K.D. Hyde                                         | 1996           |
| Anthostomella callicarpae                              | Katum.                                            | 1984           |
| Anthostomella calligoni                                | Frolov                                            | 1970           |
| Anthostomella capensis                                 | Doidge                                            | 1948           |
| Anthostomella capparis                                 | (Syd., P. Syd. & E.J. Butler) A. Pande            | 2008           |
| Anthostomella capsici                                  | M.V. Desai & Prasad                               | 1955           |
| Anthostomella caricis                                  | S.M. Francis                                      | 1975           |
| Anthostomella castanopsidis                            | W.H. Hsieh & Chi Y. Chen                          | 2000           |
| Anthostomella cavarica                                 | Petr. ex P.M.D. Martin                            | 1976           |
| Anthostomella chionostoma                              | (Durieu & Mont.) Sacc.                            | 1882           |
| Anthostomella clypeata                                 | (De Not.) Sacc.                                   | 1882           |
| Anthostomella clypeatula                               | Sousa da Câmara                                   | 1949           |
| Anthostomella clypeoides                               | Rehm                                              | 1909           |
| Anthostomella clypeosa                                 | Joanne E. Taylor, K.D. Hyde & E.B.G. Jones        | 2003           |
| Anthostomella cocois                                   | Sousa da Câmara                                   | 1929           |
| Anthostomella cocois-capitatae                         | Caball.                                           | 1941           |
| Anthostomella colligata                                | K.D. Hyde & B.S. Lu                               | 2000           |
| Anthostomella combreti                                 | Lar.N. Vassiljeva                                 | 2006           |
| Anthostomella constipata                               | (Mont.) Sacc.                                     | 1895           |
| Anthostomella corni                                    | Fabre                                             | 1883           |
| Anthostomella coryphae                                 | Rehm                                              | 1916           |
| Anthostomella culmicola                                | W.H. Hsieh & Chi Y. Chen                          | 2000           |
| Anthostomella curta                                    | Syd.                                              | 1935           |
| Anthostomella cynaroides                               | S.J. Lee & Crous                                  | 2003           |
| Anthostomella cyperaceicola                            | B.S. Lu & K.D. Hyde                               | 2000           |
| Anthostomella daemonoropis                             | K.D. Hyde                                         | 1996           |
| Anthostomella decaspermi                               | Sawada ex L.T. Li & W.H. Hsieh                    | 1991           |
| Anthostomella diderma                                  | (Sacc.) Rappaz                                    | 1995           |
| Anthostomella donacina                                 | Rehm                                              | 1913           |
| Anthostomella dryadis                                  | Lar.N. Vassiljeva                                 | 1979           |
| Anthostomella elymi                                    | Brunaud                                           | 1887           |
| Anthostomella eucalypti                                | H.Y. Yip                                          | 1989           |
| Anthostomella eucalyptorum                             | Crous & M.J. Wingf.                               | 2006           |
| Anthostomella fausta                                   | Lar.N. Vassiljeva                                 | 1998           |
| Anthostomella flagellariae                             | (Rehm) B.S. Lu & K.D. Hyde                        | 2000           |
| Anthostomella formosa (Dennenschoorsteentje)           | Kirschst.                                         | 1923           |
| Anthostomella foveolaris                               | (Sacc. & Berl.) Rappaz                            | 1995           |
| Anthostomella francisiae                               | K.D. Hyde                                         | 1996           |
| Anthostomella frondicola                               | K.D. Hyde, J. Fröhl. & Joanne E. Taylor           | 1998           |
| Anthostomella fuegiana                                 | Speg.                                             | 1887           |
| Anthostomella gigantea                                 | Teng                                              | 1936           |
| Anthostomella grandispora                              | Penz. & Sacc.                                     | 1897           |
| Anthostomella helicofissa                              | Daranag., Camporesi & K.D. Hyde                   | 2015           |
| Anthostomella hemibrunnea                              | H.Y. Yip                                          | 1989           |
| Anthostomella heveae                                   | Saccas                                            | 1954           |
| Anthostomella hibisci                                  | K. Ramakr.                                        | 1955           |
| Anthostomella hinoana                                  | Katum.                                            | 1984           |
| Anthostomella irregularispora                          | K.D. Hyde                                         | 1996           |
| Anthostomella italica                                  | Sacc. & Speg.                                     | 1878           |
| Anthostomella jasmini                                  | J.N. Kapoor & H.S. Gill                           | 1962           |
| Anthostomella kapitiae                                 | Whitton, K.D. Hyde & McKenzie                     | 2000           |
| Anthostomella keissleri                                | E.K. Cash & A.M.J. Watson                         | 1955           |
| Anthostomella lamiacearum                              | Samarak. & K.D. Hyde                              | 2022           |
| Anthostomella lavandulae                               | M.T. Lucas & Sousa da Câmara                      | 1954           |
| Anthostomella leptospora                               | (Sacc.) S.M. Francis                              | 1975           |
| Anthostomella licualicola                              | K.D. Hyde                                         | 1996           |
| Anthostomella limitata (Spiraalspletig schoorsteentje) | Sacc.                                             | 1875           |
| Anthostomella livistonae                               | Girz.                                             | 1929           |
| Anthostomella livistonicola                            | K.D. Hyde                                         | 1994           |
| Anthostomella lodhii                                   | S. Ahmad                                          | 1948           |
| Anthostomella longa                                    | B.S. Lu, Dalisay & K.D. Hyde                      | 2000           |
| Anthostomella longispora                               | Dearn. & Barthol.                                 | 1924           |
| Anthostomella lonicerae                                | (Fuckel) Sacc.                                    | 1882           |
| Anthostomella lophirae                                 | C. Ciccar.                                        | 1986           |
| Anthostomella lucens                                   | Sacc.                                             | 1916           |
| Anthostomella ludoviciana                              | Ellis & Langl.                                    | 1890           |
| Anthostomella lugubris (Helmschoorsteentje)            | (Roberge ex Desm.) Sacc.                          | 1882           |
| Anthostomella maderensis                               | Petr.                                             | 1931           |
| Anthostomella mammeae                                  | Gonz. Frag. & Cif.                                | 1927           |
| Anthostomella manawatua                                | Whitton, K.D. Hyde & McKenzie                     | 2000           |
| Anthostomella maritima                                 | Nann.                                             | 1928           |
| Anthostomella meerensis                                | B.S. Lu & K.D. Hyde                               | 2000           |
| Anthostomella mesembryanthemi                          | Sousa da Câmara & A.T. Vasconc.                   | 1955           |
| Anthostomella minutoides                               | K.D. Hyde                                         | 1996           |
| Anthostomella mirabilis                                | Speg.                                             | 1880           |
| Anthostomella miscanthi                                | Sacc.                                             | 1917           |
| Anthostomella monthadoi                                | Promp.                                            | 2005           |
| Anthostomella myricae                                  | Grove                                             | 1933           |
| Anthostomella nannorrhopis                             | (S. Ahmad) K.D. Hyde                              | 1996           |
| Anthostomella neolitseae                               | Katum.                                            | 1984           |
| Anthostomella nobilis                                  | (Sacc.) Sacc. & Speg.                             | 1882           |
| Anthostomella notabilis                                | Joanne E. Taylor, K.D. Hyde & E.B.G. Jones        | 2003           |
| Anthostomella nypae                                    | K.D. Hyde, B.S. Lu & Alias                        | 1999           |
| Anthostomella nypensis                                 | K.D. Hyde, Alias & B.S. Lu                        | 1999           |
| Anthostomella nypicola                                 | K.D. Hyde, Alias & B.S. Lu                        | 1999           |
| Anthostomella obesa                                    | Daranag., Camporesi & K.D. Hyde                   | 2015           |
| Anthostomella oblongata                                | B.S. Lu & K.D. Hyde                               | 2000           |
| Anthostomella okatina                                  | Whitton, K.D. Hyde & McKenzie                     | 2000           |
| Anthostomella olyrae                                   | Syd.                                              | 1930           |
| Anthostomella oraniopsidis                             | K.D. Hyde, J. Fröhl. & Joanne E. Taylor           | 1998           |
| Anthostomella pacifica                                 | Udagawa, Uchiy. & Kamiya                          | 1994           |
| Anthostomella palmae                                   | K.D. Hyde & B.S. Lu                               | 2000           |
| Anthostomella palmaria                                 | B.S. Lu & K.D. Hyde                               | 2000           |
| Anthostomella palmarum                                 | Petch                                             | 1925           |
| Anthostomella pedemontana                              | Ferraris & Sacc.                                  | 1902           |
| Anthostomella petrinenesis                             | Dulym., P.F. Cannon & Peerally                    | 1998           |
| Anthostomella phaeosticta (Grasschoorsteentje)         | (Berk.) Sacc.                                     | 1878           |
| Anthostomella phoenicis                                | (Dhaware) K.D. Hyde, J. Fröhl. & Joanne E. Taylor | 1998           |
| Anthostomella phormiicola                              | (Cooke) Berl. & Voglino                           | 1886           |
| Anthostomella pinangae                                 | K.D. Hyde                                         | 1996           |
| Anthostomella pinea                                    | Crous                                             | 2010           |
| Anthostomella podocarpi                                | Syd.                                              | 1930           |
| Anthostomella poecila                                  | Kohlm., Volkm.-Kohlm. & O.E. Erikss.              | 1995           |
| Anthostomella pseudobambusicola                        | D.Q. Dai & K.D. Hyde                              | 2016           |
| Anthostomella pseudoclypeata                           | H.Y. Yip                                          | 1989           |
| Anthostomella punctulata (Stippelschoorsteentje)       | (Roberge ex Desm.) Sacc.                          | 1882           |
| Anthostomella punicae                                  | M.T. Lucas & Sousa da Câmara                      | 1952           |
| Anthostomella raphiae                                  | B.S. Lu & K.D. Hyde                               | 2000           |
| Anthostomella ratibidae                                | Solheim                                           | 1950           |
| Anthostomella rattanicola                              | K.D. Hyde, J. Fröhl. & Joanne E. Taylor           | 1998           |
| Anthostomella ravennica                                | Daranag., Camporesi & K.D. Hyde                   | 2016           |
| Anthostomella reniformis                               | B.C. Paulus, Gadek & K.D. Hyde                    | 2003           |
| Anthostomella rhaphidophylli                           | B.S. Lu & K.D. Hyde                               | 2000           |
| Anthostomella sabinianae                               | S.M. Francis                                      | 1975           |
| Anthostomella sacchariferae                            | Rehm                                              | 1914           |
| Anthostomella salaciae                                 | Doidge                                            | 1948           |
| Anthostomella saltensis                                | Sir, Hladki & A.I. Romero                         | 2015           |
| Anthostomella scirpi                                   | B.S. Lu & K.D. Hyde                               | 2000           |
| Anthostomella scopariae                                | Fabre                                             | 1883           |
| Anthostomella scotina                                  | (Durieu & Mont.) Sacc.                            | 1882           |
| Anthostomella semitecta                                | Kohlm., Volkm.-Kohlm. & O.E. Erikss.              | 1995           |
| Anthostomella smilacis                                 | Fabre                                             | 1879           |
| Anthostomella sorghi                                   | Saccas                                            | 1954           |
| Anthostomella spartii                                  | Berl. & Voglino                                   | 1886           |
| Anthostomella spiralis                                 | K.D. Hyde & B.S. Lu                               | 2000           |
| Anthostomella spirilla                                 | Panwar & S.J. Kaur                                | 1977           |
| Anthostomella spissitecta                              | Kohlm. & Volkm.-Kohlm.                            | 2002           |
| Anthostomella starcii                                  | Syd.                                              | 1935           |
| Anthostomella taiwanensis                              | W.H. Hsieh, Chi Y. Chen & Sivan.                  | 1995           |
| Anthostomella taiwaniana                               | Chao H. Chung & Tzean                             | 2000           |
| Anthostomella tenacis                                  | (Cooke) Sacc.                                     | 1882           |
| Anthostomella thailandica                              | Daranag. & K.D. Hyde                              | 2016           |
| Anthostomella theobromina                              | Dulym., P.F. Cannon & Peerally                    | 1998           |
| Anthostomella tomicoides (Zeggeschoorsteentje)         | Sacc.                                             | 1875           |
| Anthostomella tomicum                                  | 1875                                              |                |
| Anthostomella torosa                                   | Kohlm. & Volkm.-Kohlm.                            | 2002           |
| Anthostomella trachycarpi                              | S.M. Francis                                      | 1980           |
| Anthostomella triangularis                             | S.M. Francis & Millar                             | 1980           |
| Anthostomella tumulosa                                 | (Roberge ex Desm.) Sacc.                          | 1882           |
| Anthostomella unguiculata                              | (Mont.) Sacc.                                     | 1882           |
| Anthostomella uniseriata                               | J. Fröhl. & K.D. Hyde                             | 2000           |
| Anthostomella urophora                                 | (Sacc. & Speg.) Rappaz                            | 1995           |
| Anthostomella variabilis                               | B.S. Lu & K.D. Hyde                               | 2000           |
| Anthostomella wyalongensis                             | Petr.                                             | 1955           |
| Anthostomella xuanenensis                              | Joanne E. Taylor, K.D. Hyde & E.B.G. Jones        | 2003           |
| Anthostomella yushaniae                                | W.H. Hsieh & Chi Y. Chen                          | 2000           |
| Anthostomella zongluensis                              | K.D. Hyde                                         | 1996           |